# Aretos (Sohn des Bias)
Aretos (altgriechisch Ἄρητος Árētos) ist eine Person der griechischen Mythologie. 
Er ist der Sohn des Bias, des Sohnes des Amythaon, und der Pero, der Tochter des Neleus. Er ist der Bruder des Perialkes und der Alphesiboia.